# Проституция в Уганда
Проституцията в Уганда е незаконна, но в същото време проститутките работят свободно в центъра на столицата Кампала. През 2003 година властите в Уганда задължават проституиращите в град Малаба да плащат данък в размер на 9000 (£ 2.63) угандийски шилинга, за да имат право да упражняват професията си. Също така, през 2003 година се осъществява среща между проституиращи и угандийски депутати, които не смятат за редно полицейски служители да арестуват проституиращи докато чакат своите клиенти.
Проучване направено в Кампала показва, че значителен брой учители проституират, за да увеличат доходите си, като на месец печалбата може да достигне 1,5 милиона угандийски шилинга (£ 439), което е годишна заплата за учител в средно училище.